# Mahmud Taleghani
Mahmud Taleghani, también transliterado Mahmoud Tâleghâni (cerca de Teherán, 1911 - Teherán, 10 de septiembre de 1979) fue un político y líder religioso iraní.
Fue el primer Imam del Viernes ordenado por el ayatolá Jomeini, siendo en julio de 1979 cuando dirigió la primera plegaria. Taleghani, que era conocido por su tolerancia, hizo de mediador para el ayatolá Jomeini en varias crisis, como las tensiones que había con los kurdos y otros grupos, hasta que el ambiente se calmó.

## Hasta la revolución
Taleghani estudió teología en Qom, ciudad santa para los chiíes.
Fue detenido por primera vez en 1936, al ser acusado de realizar actividades políticas contra la monarquía de Reza Shah.Fue encarcelado en 1939. Colaboró con el movimiento nacionalista de Mossaddeq, por lo que al ser destituido éste en 1953 inició nuevamente sus actividades de oposición a la monarquía, en este momento representada por el sha Mohamed Reza Pahlevi.
En mayo de 1961 fundó junto con Mehdí Bazargán el Movimiento para la Libertad de Irán. Detenido en 1967 y condenado a once años de cárcel, salió de prisión en octubre de 1978, convirtiéndose en uno de los principales dirigentes de la revolución contra el régimen monárquico.

## Papel en la revolución iraní
La popularidad alcanzada por Taleghani propició que a la caída del sha en febrero de 1979 fuera incluido en el Consejo de la Revolución. Desde este órgano consiguió mediar en los conflictos surgidos con los grupos nacionalistas kurdos y turkmenos.
Fue elegido miembro de la comisión encargada de la redacción de la Constitución de la República Islámica de Irán, pero no participó en los trabajos de la misma, ya que tenía fuertes discrepancias con Jomeini y la orientación, a juicio de Taleghani antidemocrática, que estaba dando al régimen. La constitución acabaría siendo ratificada el 2 de diciembre de 1979 y dejaría el poder de hecho en manos de una oligarquía religiosa chií, a Jomeini como líder religioso y político a perpetuidad, y al Estado dotado de un poder legislativo electo pero limitado por el control doctrinal de un consejo de líderes religiosos.
Como partidario de un poder laico y de la inclusión de las fuerzas de izquierda en el desarrollo de la revolución, Taleghani es considerado un representante del ala progresista dentro de la revolución chií.